# Église de la Présentation-de-la-Mère-de-Dieu-au-Temple de Golubinci
Pour les articles homonymes, voir Église de la Présentation-de-la-Mère-de-Dieu-au-Temple.
L'église de la Présentation-de-la-Mère-de-Dieu-au-Temple de Golubinci (en serbe cyrillique : Црква Ваведења у Голубинцима ; en serbe latin : Crkva Vavedenja u Golubincima) est une église orthodoxe serbe située à Golubinci, dans la province de Voïvodine, dans le district de Syrmie et dans la municipalité de Stara Pazova en Serbie. Elle est inscrite sur la liste des monuments culturels de grande importance de la république de Serbie (identifiant no SK 1337).

## Présentation
L'église de Golubinci, dédiée à la Présentation de la Mère de Dieu au Temple, a été construite entre 1784 et 1788. Elle est constituée d'une nef unique et la façade occidentale est dominée par un clocher-tour, conçu comme une extension de cette façade, doté d'un portail d'entrée et surmonté d'un bulbe aplati, d'une lanterne et d'une croix. Les façades sont rythmées horizontalement par un socle peu élevé et par des corniches, dont celle courant sous le toit et, verticalement, par des pilastres à chapiteaux moulurés. En plus du portail principal, deux autres portes permettent l'accès à l'édifice au nord et au sud. Les trois ouvertures des façades latérales correspondent aux trois travées organisant l'espace intérieur de l'église ; d'autres ouvertures éclairent le transept et la zone du chœur.
L'iconostase actuelle remonte à plusieurs périodes. Les icônes, celles des Apôtres et des Prophètes, les médaillons représentant des scènes de la Passion du Christ, ornant autrefois les « portes royales » et aujourd'hui déplacés, proviennent d'une église de Golubinci plus ancienne et sont dus à Dimitrije Bačević, l'un des maîtres de la peinture baroque serbe de la seconde moitié du XVIIIe siècle, qui a introduit en Voïvodine la tradition du baroque ukrainien. Les icônes manquantes et les portes actuelles ont été peintes entre 1817 et 1820 par Stefan Subotić, qui a également participé à la réalisation des fresques de l'édifice.